# روبرت مونتجمري بيرد
روبرت مونتجمري بيرد (5 فبراير 1806 - 23 يناير 1854) (بالإنجليزية: Robert Montgomery Bird). هو روائي وكاتب مسرحي وفيزيائي أمريكي. ولد في نيو كاسل في ولاية ديلاوير. التحق بأكاديمية نيو كاسل، وأكاديمية جيرمنتاون. بعد ذلك التحق بجامعة بنسلفانيا وتخرج منها عام  1824. بدأ في كتابة الرواية خلال الفترة التي قضاها في المدرسة الطبية، وبحلول عام 1827 بدأ ينشر في مجلة فيلادلفيا الشهرية. بعد التخرج من كلية الطب حاول ممارسة المهنة، ولكنه اصيب بالإحباط بعد سنة وترك هذا المجال وزاول العمل الأدبي.

## وصلات خارجية
- روبرت مونتجمري بيرد على موقع الموسوعة البريطانية (الإنجليزية)
- أعمال بواسطة روبرت مونتجمري بيرد، على أرشيف الإنترنت.
- أعمال بواسطة روبرت مونتجمري بيرد، على جوجل بوكس.
- مؤلفات روبرت مونتجمري بيرد في مشروع غوتنبرغ
- أعمال بواسطة روبرت مونتجمري بيرد، at Munseys.